# Backesgrumbeere

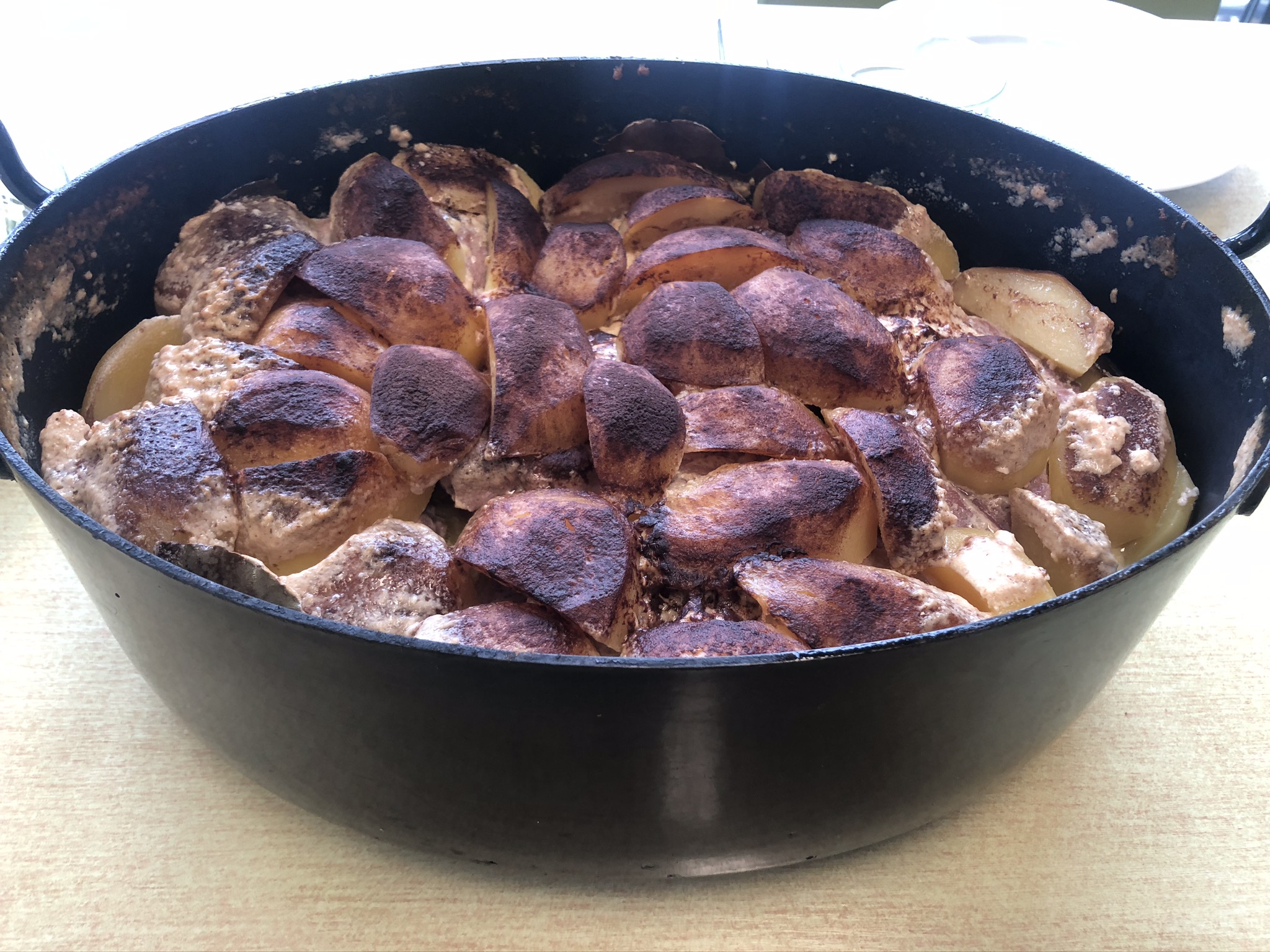
Backesgrumbeere frisch aus dem Ofen

Backesgrumbeere ist ein typisches rheinhessisches Gericht aus Kartoffeln, Schweinefleisch und Wein.

## Namensherkunft
Der Name leitet sich von den Worten „Backes“, dem Backhaus des Dorfes, und dem Mundartbegriff „Grumbeere“ also „Grundbirne“ für Kartoffel ab. In früherer Zeit stellten die Dorfbewohner ihre Töpfe mit diesem Gericht in den Dorfbackes, um die gleichmäßige Restwärme nach dem gemeinschaftlichen Brotbacken zu nutzen. Nachdem es kein „Backes“ mehr gab, wurde der Topf meistens samstagmorgens zum Bäcker gegeben und nach dem Arbeitstag im Wingert (Weinberg) dort wieder abgeholt.
Die Rezepte dieser landestypischen Spezialität variieren von Dorf zu Dorf. Besonders bekannt sind die Albiger, Armsheimer und Framersheimer Backesgrumbeere, die sogar in einem Gedicht des Mundartdichters Theodor Eichberger (1926–2003), einem Enkel von Theodor Eichberger, verewigt wurden. Alle zwei Jahre am dritten Wochenende im August findet seit mehr als 30 Jahren zu Ehren der „Backesgrumbiere“ ein dreitägiges Fest in Simmertal statt. Simmertal ist eine 2000-Einwohner große Gemeinde im Landkreis Bad Kreuznach am Schnittpunkt des Nahe- und des Kellenbachtals.

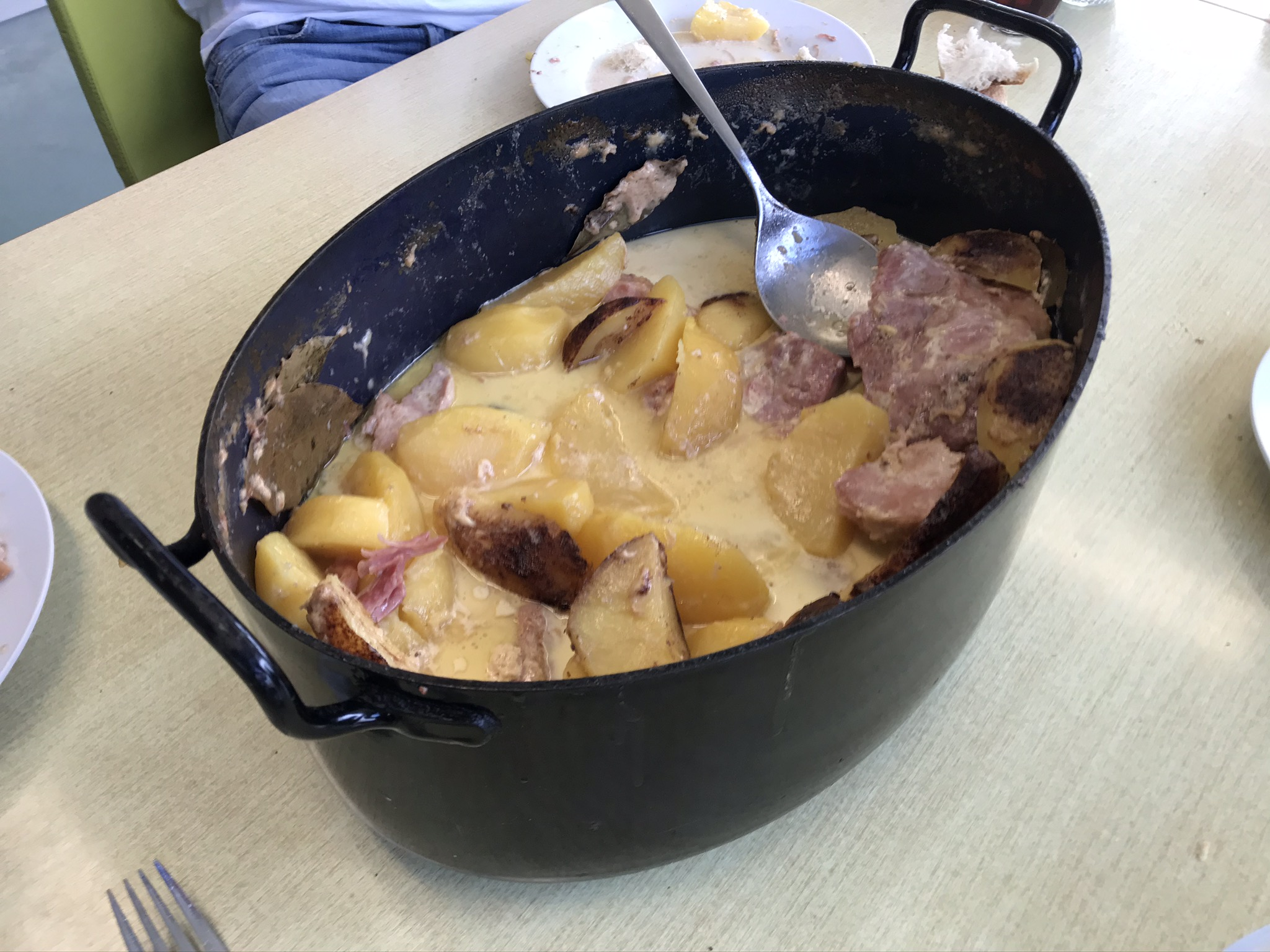
Backesgrumbeere